# Dominik Morawski
Dominik Maria Dzierżykray-Morawski (ur. 20 grudnia 1921 w Poznaniu, zm. 17 lipca 2016 w Józefowie) – polski publicysta, dziennikarz, aktor, działacz społeczny.

## Życiorys
Dominik urodził się jako syn Zbigniewa Morawskiego herbu własnego i Anny Szlagowskiej herbu Nałęcz.
Studiował na Wydziale Prawa i Nauk Społecznych Uniwersytetu Jagiellońskiego (dyplom w 1945). W latach 1946–1947 sekretarz Karola Popiela. Współzałożyciel Klubu Inteligencji Katolickiej w Warszawie. Od 1958 przebywał w Ameryce jako stypendysta Fundacji Forda. Od 1963 na emigracji, mieszkał w Rzymie. Próbował sił w aktorstwie, zagrał m.in. w filmach: Michaela Andersona Trzewiki rybaka (1968, z udziałem m.in. Anthony'ego Quinna), Alberta Sordiego La camera (1971, jeden z trzech epizodów filmu – tryptyku Le coppie), czy Franco Zeffirellego pt. Brat Słońce, siostra Księżyc (1972). W 1971 uzyskał obywatelstwo włoskie. Od 1973 do 1987 był rzymskim korespondentem paryskiej „Kultury”, a od 1982 watykańskim korespondentem sekcji polskiej BBC. Po 1989 odwiedzał Polskę, do której powrócił na stałe w 2003.
Członek Komitetu Informacji i Inicjatyw na Rzecz Pokoju (COMIN). Watykanista, specjalista od krajów Europy Środkowo-Wschodniej, opozycji antykomunistycznej i roli Kościoła katolickiego, publikował w prasie włoskiej („Il Giornale”, „Corriere della Sera”, „La Nazione”, „Il Messaggero”, „L'Avvenire”), amerykańskiej („Inside the Vatican”) i polskiej („Ład”, „Konfrontacje”, „Młoda Polska”). Współpracował też z włoskim radiem publicznym RAI, zajmując się tam sprawami wschodnioeuropejskimi.

## Twórczość
- Dissento all'Est (Rzym 1975)
- Polonia – pane e libertà (Nuove Edizioni Operaie, Rzym 1978)
- Polonia è cristiana. Documenti e testimonianze di una communità viva (Rzym 1979, 1980)
- Non volevamo la luna. La lotta per i diritti sindacali e democratici in Polonia (Edizioni lavoro, Rzym 1983)
- Pomost na Wschód. Obserwacje i refleksje watykanisty (Odnowa-Norbertinum 1991, ISBN 0-903705-70-2 [Odnowa], ISBN 83-85131-08-6 [Norbertinum]; Polonia 1992)